# 十年 Ten Years Thailand
『十年 Ten Years Thailand』（じゅうねん、英語: Ten Years Thailand）は、2017年制作、2018年公開のタイ王国のオムニバス映画。2018年の第71回カンヌ国際映画祭出品作品。

## 概要
2015年に香港で公開された映画『十年』をもとに日本、タイ、台湾の国の若手映像作家がそれぞれの国の10年後を描く国際共同プロジェクトで、本作はタイ版となる。
アピチャッポン・ウィーラセタクンが統括プロデューサーを勤め、アピチャッポン・ウィーラセタクンを含む4人の監督が、近年のタイの政情を反映した「近未来ディストピア」のエピソードを制作した。香港版や日本版が若手監督によって各作品が作られたのに対し、タイ版は中堅どころの監督たちによって制作されている。
タイでは2014年に軍事クーデターが行われて軍事政権が設立されている状況である。このため、本作の監督たちは香港版や日本版ほどには問題をストレートに表現することができず、メタファーとして観客に伝わるよう脚本に工夫がされている。
2018年に日本で開催された第31回東京国際映画祭においてワールド・フォーカスとして初公開され、同年12月には小規模ではあるがタイでの公開も行われた。

## 各作品

### Sunset
監督アーティット・アッサラット
あらすじ表現の自由が厳しく規制された世界を舞台に、2人の若者の淡い恋模様を描く。

### Catopia
監督ウィシット・サーサナティアン
あらすじ猫人間に支配された社会で生活する人間の主人公が体験する物語を描く。
上述のように問題点がストレートに表現されているわけではないが、映画評論家の久保田和馬は今後、多様化が進む社会情勢において直面することが良そうされる民族問題の暗喩であろうと推測している。

### Planetarium
監督チュラヤーンノン・シリポン
あらすじ女性独裁者に支配された世界を極彩色に描く。
上述のように問題点がストレートに表現されているわけではないが、映画評論家の久保田和馬はプラユット・チャンオチャ首相が推し進める軍事政権への批判の暗喩であろうと推測している。

### Song of the City
監督アピチャッポン・ウィーラセタクン
あらすじ鼓笛隊が行進曲を奏でるなか、工事中の公園と、公園で休息し語り合う人々を穏やかに描く。

## 関連
- 十年 (2015年の映画) - 香港版
- 十年 Ten Years Japan - 日本版